# كلاروفو
كلاروفو (بالإنجليزية: Kolárovo)‏ هي بلدة و municipality of Slovakia تقع في سلوفاكيا في Komárno District.[بحاجة لمصدر] يقدر عدد سكانها بـ 10,747 نسمة .

## المدن التوأمة
مدينة Mezőberény هي مدينة توأمة لـكلاروفو.